# Le Grand Paris
Cet article possède un paronyme, voir Le Grand Pari.
Le Grand Paris est le troisième roman d'Aurélien Bellanger, paru le 12 janvier 2017 aux éditions Gallimard.

## Résumé
Alexandre Belgrand, descendant d'Eugène Belgrand, a grandi à Colombes. Alors qu'il a été reçu à l'ESSEC, il abandonne rapidement l'école pour rédiger une thèse sous la direction de Machelin, l'un de ses professeurs. Ce faisant, Belgrand suit une formation d'urbaniste. Machelin l'initie d'une part à l'histoire de Paris et de sa banlieue, d'autre part aux intrigues politiques auxquelles lui-même commence à se mêler en tant que conseiller occulte du Prince, personnage fictif sans doute inspiré par Nicolas Sarkozy, dans sa candidature à l'Élysée, dans les mois qui précèdent l'élection présidentielle de 2007. Alexandre Belgrand intègre le cabinet du Prince une fois ce dernier élu et se trouve à la tête du projet du Grand Paris, auquel il propose d'intégrer le Grand Paris Express. Sa disgrâce le mène dans l'est parisien, pauvre et peuplé d'immigrés, à l'opposé de la boucle de la Seine cossue où il est né.

## Réception critique
Les critiques des médias sont globalement positives. Ainsi dans Télérama, Nathalie Crom définit le livre comme un « tableau percutant de la France des années 2000 ». Hubert Artus du magazine Marianne voit « le roman-chaos du temps présent », il écrit notamment : « Limpide et cynique en sa première partie, le roman devient possédé et déroutant en progressant : une fiction moderne et pamphlétaire ».
Pour Philippe Vallet, de France info, « Aurélien Bellanger publie (...) un étrange roman sur le pouvoir, les illusions et l’abandon de la modernité ».
Si Ziad Gebran trouve, lui aussi, que le « roman, comme ses prédécesseurs, présente une valeur inestimable en termes de production littéraire. Celle de réussir à capter l’esprit du moment, à refléter une époque, comme le faisaient au XIXe siècle, les auteurs naturalistes », il regrette néanmoins que « de trop longues descriptions plombent parfois le rythme de ce roman » et que certaines digressions et explications « débouche[nt] en réalité sur une impasse dans l’histoire ».
Enfin, Matthieu Baumier de Causeur estime que « le Grand Paris d’Aurélien Bellanger enchantera sans aucun doute nombre de lecteurs parisiens, et d’autres qui reconnaîtront des tranches de leurs propres vies ».